# Lã thị Xuân Thu
Lữ thị Xuân Thu (呂氏春秋) còn gọi là Lữ Lãm (呂覽) là bộ sách do Lữ Bất Vi - thừa tướng nước Tần thời Chiến Quốc sai các môn khách soạn ra những điều mình biết, hợp lại thành sách. Bộ sách này hoàn thành vào năm thứ 8 đời Tần vương Chính (239 TCN).

## Nguyên nhân ra đời
Sách Lã thị Xuân Thu do Lã Bất Vi chủ xướng biên soạn. Ông là thừa tướng nước Tần, xuất thân từ thương nhân nước Vệ.
Sử ký Tư Mã Thiên ghi lại nguyên do ra đời của bộ sách Lã thị Xuân Thu như sau:
Bấy giờ ở Ngụy có Tín Lăng Quân, ở Sở có Xuân Thân Quân, ở Triệu có Bình Nguyên Quân, ở Tề có Mạnh Thường Quân, đều đua nhau quý kẻ sĩ, chiều tân khách. Bất Vi thấy Tần mạnh mà mình không bằng họ nên xấu hổ cũng đón mời các kẻ sĩ đãi rất hậu, khách ăn trong nhà có đến ba nghìn. Khi ấy chư hầu có nhiều biện sĩ, như bọn Tuân Khanh làm sách truyền bá ra thiên hạ. Bất Vi bèn sai các khách soạn ra những điều mình biết, họp lại làm tám Lãm, sáu Luận, mười Kỷ gồm hơn hai mươi vạn chữ, cho là đủ hết những việc trời, đất, muôn vật, xưa nay; đặt tên sách là Lã Thị Xuân Thu.
Sử gia đời sau đánh giá cao ý tưởng soạn sách Lã thị Xuân Thu của Lã Bất Vi, xem đó là điều Tứ công tử Chiến Quốc không sánh được với ông, vì họ nuôi khách chỉ chủ yếu để bành trướng thế lực chứ không có ý đồ sâu xa như Lã Bất Vi. Thực tế lịch sử thời Chiến Quốc cho thấy, kẻ sĩ rời nước nào thì nước đó suy, kẻ sĩ tới nước nào thì nước đó hưng thịnh. Nước Tần vốn nhiều đời chỉ mạnh về quân sự, ít có thành tựu văn hóa như các nước phía đông; việc thu hút kẻ sĩ từ 6 nước đến nước Tần của Lã Bất Vi nhằm bù đắp sự thiếu hụt về văn hóa. Lịch sử cho thấy những nhân tài do ông thu dụng sau này đều trở thành rường cột của nhà Tần.

## Kết cấu
Sách gồm 26 quyển, 160 thiên, nội dung tương đối phong phú và phức tạp. Toàn bộ sách chia làm 12 kỷ, 8 lãm, 6 luận, hơn 20 vạn chữ. Nội dung phong phú, cho là đủ hết những việc trời - đất, muôn vật, xưa - nay.
Lã thị Xuân Thu có kết cấu chặt chẽ, cân đối. Ba phần lớn là Kỷ, Lãm, Luận mỗi phần chia ra những thiên nhỏ, từ những góc độ mệnh đề khác nhau; các chủ trương mệnh đề rạch ròi, mạch lạc thành một hệ thống, có một sợi chỉ xuyên suốt từ đầu đến cuối.
Mười hai thiên sắp xếp theo 4 mùa, mỗi mùa có 3 kỷ: Mạnh, Trọng, Quý. Kỷ thủ là nguyệt lệnh của tháng; xuân chủ sinh, hạ chủ trưởng, thu chủ thu, đông chủ tàng. Các thiên mùa hạ nói về "trồng người", về giáo hóa; mùa thu nói dụng binh, dụng hình và về lẽ dụng hiền thì hơn dụng binh; mùa đông thì nghỉ ngơi, lương thực cất giấu, làm việc tử táng...

## Giá trị học thuật
Lã Thị Xuân Thu thu thập rộng rãi, tổng hợp sở trường của các nhà, vì vậy được gọi là những lời nói có lựa chọn của Tạp Gia. Các môn khách của Lã Bất Vi đại diện đủ các trường phái học thuật tư tưởng, do đó họ biết kết hợp tinh thần thời đại với đặc điểm tình hình lúc đó để đưa ra những bài viết tiêu biểu cho trường phái tư tưởng học thuật của mình.
Nhìn chung, bộ sách soạn rất công phu, lời văn thận trọng, nghiêm trang, tuy không tươi đẹp song cũng là một tác phẩm văn sử ký quan trọng và có giá trị. Lã thị Xuân Thu được viết theo dàn ý cương mục vạch sẵn, có định hướng rõ rệt, việc tuyển chọn các bài viết rất nghiêm ngặt. Do đó, đây không phải là một luận văn mà là một bộ chuyên khảo, thành một hệ thống thống nhất hẳn hoi.
Lã thị Xuân Thu có thái độ "trạch thiện nhi tòng" (chọn cái hay mà theo), vì thế nó chọn hình thức chủ yếu là kế thừa và phát huy, chứ không thể hiện thái độ hẹp hòi độc tôn một nhà, vùi dập những nhà khác. Đây được xem là một thái độ đáng quý.
Trong toàn bộ 160 thiên của cuốn sách đã thể hiện quan điểm học thuật của chư tử, trong đó chủ yếu có: Lão Tử, Trang Tử, Mặc Tử, Nho gia, Âm dương gia, Binh gia, Nông gia...
Lã Bất Vi là thương gia, ông không thực thi tư tưởng "trọng nông ức thương" như Thương Ưởng trước đây mà là "nhất nông nhì thương". Tư tưởng này được thực thi thành chính sách có lợi cho sự phát triển của xã hội.
Đây không chỉ là một kiệt tác của nhân loại mà còn là một bộ sách mang tầm ảnh hưởng rộng đối với nhiều nhà văn học cũng như là chính trị học-nhất là đối với đất nước Trung Hoa. Theo ý kiến của Cao Dụ thời Đông Hán:
"Bất Vi đã tập hợp những điều sở văn của Nho gia, nhưng sách này chủ trương lấy đạo đức làm mục tiêu, lấy vô vi làm cương kỷ, lấy trung nghĩa làm phẩm đức, lấy công bằng cởi mở làm chuẩn mực, như phối hợp cả Mạnh Kha, Tôn Khanh với Hoài Nam, Dương Hùng vậy."

## Giá trị tư tưởng
Đối với quan điểm tư tưởng của các nhà, Lã Bất Vi không hề vơ vào bừa bãi mà cố gắng gạn lọc, bỏ hết những chỗ mâu thuẫn, rồi tổng hợp lại hình thành nên hệ thống của mình.
Phạm trù tư tưởng trong Lã thị Xuân Thu rất lớn, không chỉ đề cập tới triết học, nhận thức luận mà luận giải cả về tình dục, bày tỏ kiến giải về nhân tính luận. Về phương pháp nhận thức, Lã thị Xuân Thu cố gắng gạt bỏ tính chủ quan và tính phiến diện; chủ trương xét danh để tìm cái thực, danh thực tương đương và chủ trương vận dụng đúng đắn phương pháp tư duy logic, phê phán ngụy biện.
Sách lấy tư tưởng Nho giáo làm chủ, song bao hàm đủ cả các chủ ý của các phái Danh gia, Pháp gia, Mạc gia, Nông gia...
Ngoài ra, Lã thị Xuân Thu rất coi trọng dưỡng sinh và thẳng thắn phê phán các vua đương triều, không kiêng dè.

## Về chính trị xã hội
Lã Bất Vi tập hợp một tập thể sáng tác khá lớn, sáng tác công trình nghiêm túc, không chỉ để tranh đua tiếng với Tứ công tử Chiến Quốc hay các trước tác của Tuân Tử đương thời, ông còn muốn dùng pho sách này để công bố mô hình thiết chế của mình, phương án cai trị của mình cho Trung Hoa sắp hoàn thành thống nhất dưới quyền cai trị của nước Tần. Cuốn sách chính là tham vọng chính trị của Lã Bất Vi muốn tác động đến Tần vương Chính.
Các sử gia so sánh tư tưởng của Lã thị Xuân Thu với đường lối sau này Tần Thủy Hoàng áp dụng và chỉ ra sự khác biệt khá lớn:
- Về việc cai trị quốc gia: Lã thị Xuân Thu có một loạt quan điểm: muốn xã hội yên trị và hưng thịnh thì trước hết phải thi hành đạo làm vua, vua phải làm lợi cho dân, lợi cho thiên hạ chứ không được làm lợi cho mình; nghĩa là chỉ có thuận lòng dân thì mới có thể thực hiện được "trị thế" (đời bình trị). Lã Thị Xuân Thu chủ trương một nền chính trị tiến bộ và cởi mở, rộng đường ngôn luận, vua chọn lời nói mà theo; chủ trương "tôn sư dưỡng sĩ" (coi trọng nhân tài). Nhưng sau này Tần Thủy Hoàng đã không sử dụng Lã thị Xuân Thu mà thi hành chính sách dùng hình phạt tàn bạo hà khắc, bó chặt chính trị nên đế quốc Tần chỉ truyền được 2 đời thì mất.
- Về thế giới quan: Lã Bất Vi cơ bản là người không mê tín quỷ thần, ngược lại Tần Thủy Hoàng rất tin vào quỷ thần và muốn trở thành tiên. Lã Bất Vi chủ trương "hạn chế dục vọng", vừa khẳng định dục vọng là tính hợp lý trong cuộc sống loài người nhưng vẫn chống lại việc thả lỏng dục vọng; Tần Thủy Hoàng lại theo chủ nghĩa thỏa mãn dục vọng.
- Về sử dụng quyền lực của vua: Lã Bất Vi phê phán việc vua độc đoán, nên giao bớt quyền hành cho các bầy tôi thi thố tài năng và nghe lời can gián; nhưng thực tế Tần Thủy Hoàng rất độc đoán, luôn có thái độ không tín nhiệm bầy tôi, thường đề phòng và tự mình làm mọi việc.
- Nhận thức mối quan hệ giữa vua và dân: Lã thị Xuân Thu mang quan điểm "dân quý quân khinh", "phải thuận lòng dân", "yêu thương dân", "cái gốc của tôn miếu là ở dân". Trong khi đó thì Tần Thủy Hoàng xem dân chúng như cỏ rác, gọi là "bọn đầu đen", không chấp nhận lời nói nào trái ngược ý mình, cấm học hành tiếp thu tư tưởng.

Theo đánh giá của Quách Mạt Nhược:
"Nếu tiếp tục cai trị theo đường lối của Lã Bất Vi, thì nước Tần vẫn có thể thống nhất Trung Quốc. Hơn nữa, sau khi thống nhất, chắc chắn không thể chỉ trong vòng 15 năm đã nhanh chóng sụp đổ toàn diện".
Nhà nghiên cứu Việt Nam Phan Văn Các cũng nêu giả thuyết nếu Thủy Hoàng theo đường lối của Lã thị Xuân Thu thì có thể tình hình (kết cục của nhà Tần) đã khác.

## Ngàn vàng sửa một chữ
Theo Tư Mã Thiên trong Sử Ký: Lã Bất Vi liệt truyện, Lã Bất Vi cho trưng bày bộ sách này ở cửa thành Hàm Dương, để văn nhân khắp thiên hạ đến coi và nếu ai thêm bớt được một chữ sẽ thưởng cho nghìn nén vàng. Đó là xuất xứ của thành ngữ một chữ nghìn vàng (nhất tự thiên kim, "一字千金").
Đây là cách quảng cáo hấp dẫn cho cuốn sách và tên tuổi của họ Lã. Đương thời không một văn sĩ nào tới sửa sách Lã thị Xuân Thu. Vương Doãn thời Đông Hán chỉ ra rằng không phải bộ sách Lã thị Xuân Thu không có khiếm khuyết nào, và cũng không phải văn sĩ đương thời không đủ trình độ học thức để nhìn ra những thiếu sót đó, mà vì lúc đó quyền thế của Lã Bất Vi quá lớn nên dẫu có thể nhìn ra cũng không ai dám công khai chỉ trích.
Lã Bất Vi mang ngàn vàng ra thách đố thiên hạ sửa sách, thực chất nhằm hai mục đích:
1. Để trắc nghiệm uy tín của mình với người nước Tần.
2. Tạo dư luận thanh thế cho bộ sách nhằm tác động ảnh hưởng tới tư tưởng của Tần vương Chính.

Ông đã đạt được mục tiêu thứ nhất nhưng mục tiêu thứ hai thì không.
Học giả Cao Dụ sau này đã tìm ra 11 chỗ sai lầm trong bộ sách Lã thị Xuân Thu. Những sai lầm đó gồm sai lầm về chữ, sai lầm về câu, hoặc sai lầm về cách xưng hô; và có sự không chính xác khi so với sự thật. Những sai lầm đó được xem là khá sơ đẳng không đáng có.Theo đánh giá có thể những sai sót này là cố ý để lại nhằm thăm dò của Lã Bất Vi. Nên có thể xem đây là tác phẩm có độ hoàn thiện rất cao.

## Các bản chú
- Lã thị Xuân Thu chú của Cao Dụ thời Đông Hán là bản chú giải sớm nhất của sách này.
- Tất Nguyên đời nhà Thanh có Lã thị Xuân Thu tân hiệu chính.
- Năm 1963 có Lã thị Xuân Thu tập thích của Hứa Duy Duật.
- Năm 1984 có Lã thị Xuân Thu hiệu thích của Trần Kỳ Du.

## Bản dịch tiếng Việt
- Lã thị Xuân Thu, Ngô Trần Trung Nghĩa dịch, NXB Văn học, 2023.